# مازن فیاض
مازن فیاض (انگلیسی: Mazen Fayad؛ زادهٔ ۲ آوریل ۱۹۹۷) یک بازیکن فوتبال اهل عراق است. 
وی همچنین در تیم‌های ملی فوتبال زیر ۲۰ سال عراق Iraq U23 تیم ملی فوتبال عراق بازی کرده است.